# El Veinte, Hidalgo
El Veinte är en ort i Mexiko.   Den ligger i kommunen San Bartolo Tutotepec och delstaten Hidalgo, i den sydöstra delen av landet, 160 km nordost om huvudstaden Mexico City. El Veinte ligger 1 292 meter över havet och antalet invånare är 290.
Terrängen runt El Veinte är bergig åt sydväst, men åt nordost är den kuperad. El Veinte ligger uppe på en höjd. Runt El Veinte är det ganska tätbefolkat, med 104 invånare per kvadratkilometer. Närmaste större samhälle är Huehuetla, 9,3 km sydost om El Veinte. I omgivningarna runt El Veinte växer i huvudsak städsegrön lövskog.